# Carl Rappo

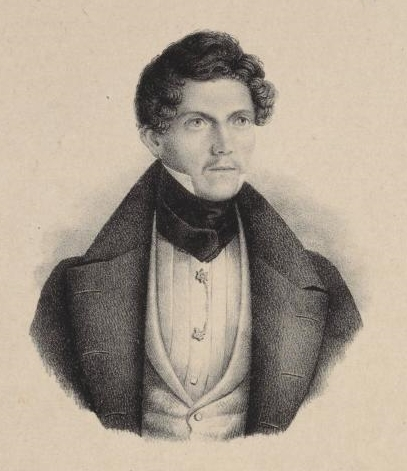
Carl Rappo

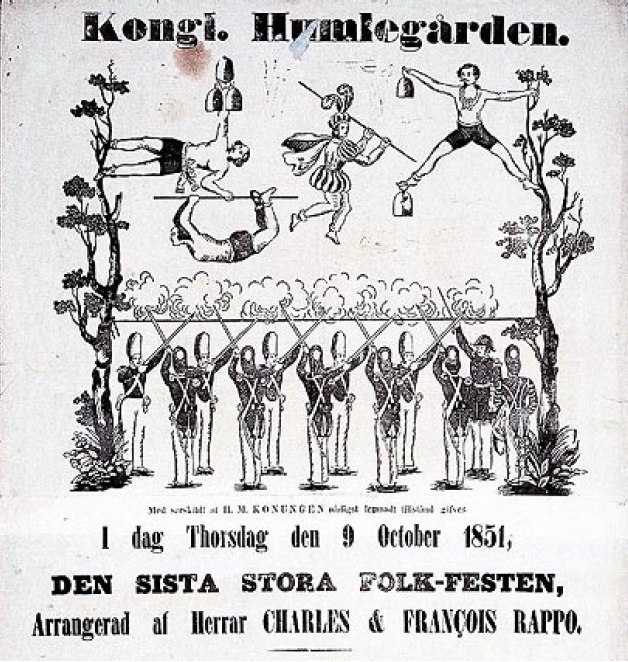
Affisch inför Charles och sonen François Rappos uppträdande i Humlegården, Stockholm, 9 oktober 1851...

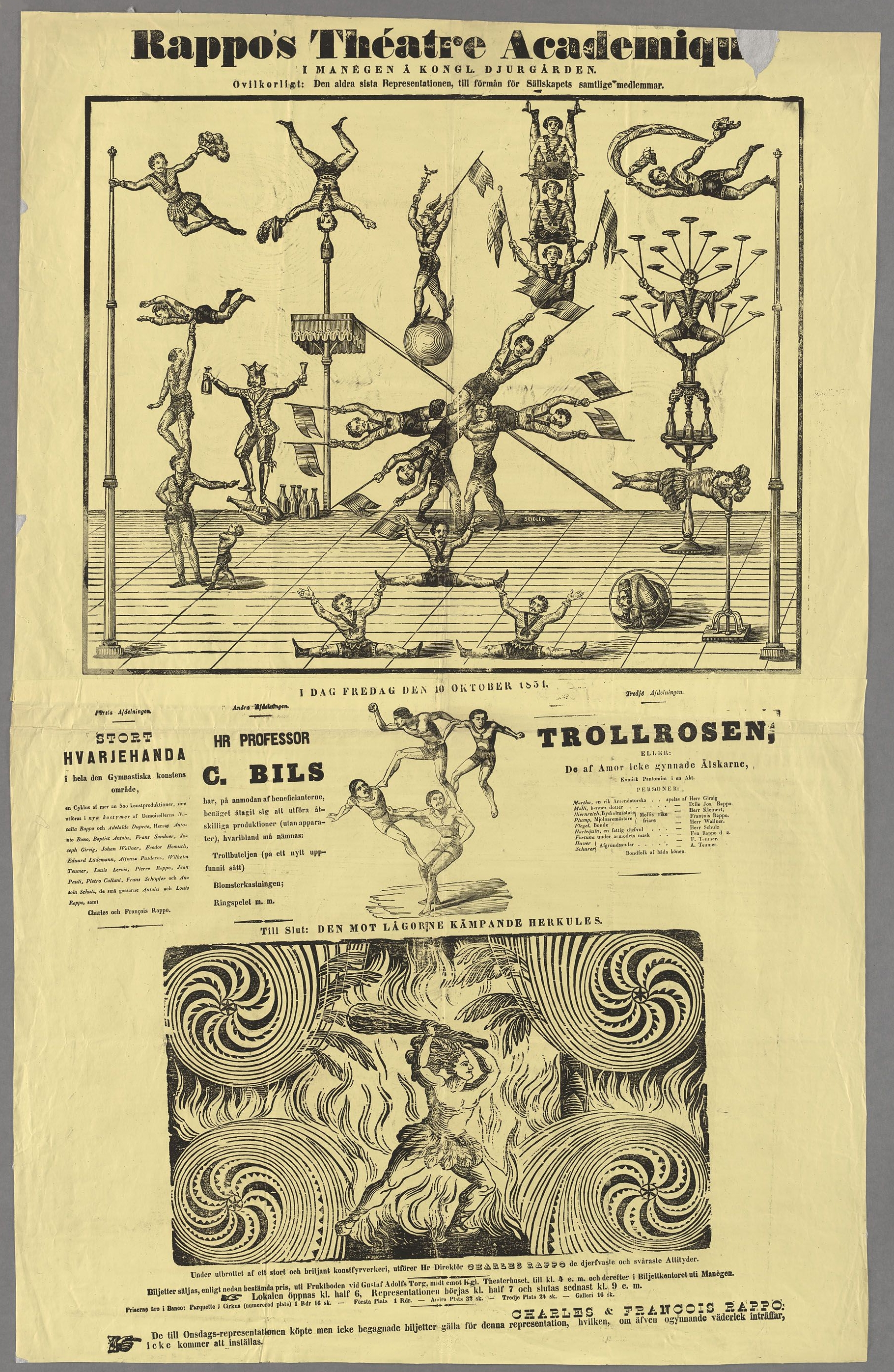
...och reklam för uppträdandet nästa dag, 10 oktober 1851 på Djurgården, Stockholm.

Carl Rappo, (ibland Charles Rappo), född 14 maj 1800, i Innsbruck, Österrike, död januari 1854, Moskva, Ryssland var en österrikisk cirkusartist och cirkusdirektör. Han uppträdde som stark man och hans uppträdanden innehöll även gymnastik, jonglering och balansnummer.

## Biografi
Rappo föddes som Karl von Rapp. Han tränade i sin ungdom som idrottsman och var mycket stark redan vid 19 års ålder. En dag såg han en trupp av indiska cirkusartister i Innsbruck. Han beslutade att följa med dem och turnerade sedan med dem två år, vilket blev början på hans karriär som artist.
Hans aristokratiska familjen var inte glad över hans nya sätt att leva, men han var ändå fast besluten att fortsätta. Han avstod officiellt sin adelstitel och antog namnet Charles Rappo och började ett omkringflackande liv. Han gav gästuppträdande i olika trupper men oftast uppträdde han ensam. År 1825 gifte han sig  Josefina Marcobelli och de fick tre barn., Med sin fru och två lärlingar bildade han Rappo's Théatre Academique och byggde upp den till den grad att han fick spela på de finaste ställena i större städer i hela Europa.
Rappo kallade sig själv en indisk artist, och klädde sig enlighet med detta. I hans program ingick gymnastik, jonglering och balansnummer. Han balanserade ett ägg på toppen av ett strå på näsan. Han balanserade ett tre fots järnankare på en kanonkula med hakan. Han lekte med kanonkulor som vägde upp till 18 kg och jonglerade med 2,2 kg klot.
Han gjorde en luftpromenad på en 7,5 meter stor väderkvarn, där han stod på toppen av en vinge medan den roterade 100 varv eller mer. Avslutande nummer var att balansera en modell av ett krigsskepp på hakan, och sen hissa alla segel och flaggor under dånet från kanoneld, omgivet av fyrverkerier.
Framgångarna i Berlin gav honom både uppmuntran och möjligheter att utvidga sin ensemble och resor. Ryssland var det mest lönsamma område för artister på den tiden och Rappo vann berömmelse även där. Han gjorde flera uppträdanden för tsar Nikolaj I i Sankt Petersburg.
Rappo dog av tyfus i januari 1854. Hans son François nådde aldrig samma berömmelse som sin far.